# 神戸市立中央小学校
神戸市立中央小学校（こうべしりつ ちゅうおうしょうがっこう）は、兵庫県神戸市中央区神若通7丁目にある公立小学校。

## 沿革
- 1993年（平成5年）
  - 10月 - 吾妻・小野柄・若菜・二宮の各小学校でPTA臨時総会が開かれ、平成9年4月に4校を統合し新校を開校することが承認される。
  - 11月19日 - 第1回4校合統合推進委員会が開かれる（以後ほぼ2ヶ月に1回計17回の合同統合推進委員会が開催される）。
- 1996年（平成8年）3月23日 - 統合校校舎建設工事着工。
- 1997年（平成9年）4月1日 - 神戸市中央区内の4校（若菜小学校、二宮小学校、吾妻小学校、小野柄小学校）を統合し、吾妻小学校を仮校舎として開校。
- 時期不明 - 若菜小学校の所在地に校舎移転。

## 校区
- 神戸市中央区[1]
  - 旭通1 - 5丁目、吾妻通2 - 6丁目、生田町1丁目（1～3番）・2 - 3丁目、磯上通1 - 8丁目、磯辺通1 - 4丁目、小野柄通1 - 8丁目、小野浜町、神若通3 - 7丁目、北本町通2 - 6丁目、国香通3 - 7丁目、雲井通1 - 8丁目、琴ノ緒町1 - 5丁目、御幸通1 - 8丁目、東雲通3 - 6丁目、二宮町1 - 4丁目、布引町1 - 4丁目、八幡通1 - 4丁目、浜辺通1 - 6丁目、日暮通2 - 6丁目、真砂通1 - 2丁目、南本町通2 - 6丁目、八雲通2 - 6丁目、若菜通3 - 6丁目

## 進学先中学校
- 神戸市立布引中学校

## 校区内の主な施設など
- 生田川 - 西側を南流する。
- 神戸市生涯学習支援センター
- 神戸布引郵便局
- 生田川公園
- 二宮橋

## 交通アクセス
- 阪急神戸線春日野道駅から西へ400m。
- 山陽新幹線・神戸市営地下鉄・北神急行 新神戸駅から生田川に沿って南へ600m。
- 三ノ宮駅・三宮駅から東へ800m。

## 通学区域が隣接している学校
- 神戸市立なぎさ小学校
- 神戸市立春日野小学校
- 神戸市立雲中小学校
- 神戸市立こうべ小学校
- 神戸市立義務教育学校港島学園 （海を挟んで隣接）